# そうだ! We're ALIVE
『そうだ! We're ALIVE』（そうだ! ウィアー アライブ）は、モーニング娘。の14枚目のシングル。2002年2月20日に発売された。

## 概要
前作から約3ヶ月半ぶりのリリースで、2002年最初のシングル。
ダンス☆マンのアレンジによる楽曲として最後のシングル。間奏はセンターの矢口真里が中央でコサックダンス風のダンスを踊り、初の「センターポジション」となる（間奏はロシア歌曲『カリンカ』をアレンジしている）。矢口は発売時のアーティスト写真では前列中央、ジャケット写真でも同様に前列に位置。最後のソロパートも担当している。オリコンチャート1位を記録した。
TBS『2002年ソルトレークシティオリンピック』テーマソングで、安倍なつみは和泉元彌と共に同局のオリンピック番組キャスターを務めた。
本楽曲は「ザ・童謡ポップス2〜春のうた集〜」と同時発売。
テレビ東京系列『アイドルをさがせ!』オープニングテーマ。
タカラ「e-karaN」のCMでモーニング娘。メンバーが妖精に扮し、「魔女の魔法でカエルの姿に変えられたメンバーの魔法を解くため、加護亜依が本楽曲を歌う」というCMが制作され、2002年6月3日から放送。
カップリング曲「モーニングコーヒー (2002version)」は、歌唱パートが入れ替わったメジャー・デビュー曲のセルフカバー。デビューから2002年までの4年間「モーニングコーヒー」（原曲又は本作収録）レコーディング不参加メンバーは2000年卒業の市井紗耶香のみ。アレンジが原曲の桜井鉄太郎から鈴木俊介に交替されている。
2007年9月26日発売コンピレーション・アルバム『つんく♂ベスト作品集(上)「シャ乱Q〜モーニング娘。」〜つんく♂芸能生活15周年記念アルバム〜』に収録、付属のブックレットに本楽曲のパート割りが記載。
2022年9月に情報が公開された米津玄師の楽曲「KICK BACK」には本作の歌詞の一部（『努力 未来 A BEAUTIFUL STAR』の部分）がサンプリングされている。このことについてつんく♂は「米津玄師氏の担当の方から連絡がありました。」というタイトルで自身のnote「つんく♂のプロデューサー視点。」に記事を執筆。楽曲について「才能の塊というのは本当に恐ろしい。彼の頭の中にあった一欠片のひらめきはいつの間にか、強力なメッセージとなり、美しい旋律と共に僕の耳の中に入ってきた。『作品ってこういうことだよなぁ』そう思いながら、次の議題へと会議は進んで行きました。ただ、僕の頭は興奮していました。いろんな意味で、今までにない経験をさせてもらい、楽しかった。ありがとう」と米津に賞賛のコメントを送った。
2013年発売の『The Best!〜Updated モーニング娘。〜』ではEDM調にアレンジされ、当時のメンバーによりセルフカバーされたバージョンを収録。
2023年発売の『モーニング娘。ベストセレクション 〜The 25周年〜』では再度リメイクされたバージョンを収録。こちらはオリジナルに近いアレンジだが若干テンポアップされており、ヴォーカルも17期メンバー（井上春華・弓桁朱琴）を除く発売時点のメンバーにより再録されている。

## チャート成績
2002年3月4日付のオリコンのシングルチャートでは1位を獲得。モーニング娘。のシングル1位獲得はこれで7曲目となり、3人以上の女性グループでは2002年当時のおニャン子クラブの6曲を抜いて歴代1位となった。また、アイドルグループの5年連続1位獲得は、2002年当時のSMAPと並ぶ歴代タイ記録であった。

## 収録曲
全作詞・作曲：つんく
1. そうだ! We're ALIVE
編曲：ダンス☆マン
2. モーニングコーヒー（2002version）
編曲：鈴木俊介
3. そうだ! We're ALIVE（Instrumental）

## 参加メンバー
- 1期：飯田圭織、安倍なつみ
- 2期：保田圭、矢口真里
- 3期：後藤真希
- 4期：石川梨華、吉澤ひとみ、辻希美、加護亜依
- 5期：高橋愛、紺野あさ美、小川麻琴、新垣里沙

## 参加ミュージシャン
- ダンス☆マン&THE BAND☆MAN (1)
  - D.J.ICHIRO - ターンテーブル
  - WATA-BOO - キーボード
  - JUMP MAN - ギター
  - HYU HYU - ドラム
  - STAGE CHAKKA MAN - パーカッション
  - RELIEF○MAN - ベース&ギター
- つんく - コーラス(1,2)
- 江口信夫 - ドラム(2)
- 沖山優司 - ベース(2)
- 鈴木俊介 - ギター(2)
- 中西康晴 - ピアノ(2)
- 河合代介 - キーボード(2)
- 田井基良 - タンバリン(2)

## 収録アルバム
- 4th「いきまっしょい!」
- ベスト! モーニング娘。2
- モーニング娘。 ALL SINGLES COMPLETE 〜10th ANNIVERSARY〜
- The Best!〜Updated モーニング娘。〜（updated）
- モーニング娘。ベストセレクション 〜The 25周年〜（updated 23 Ver.）